# Black Loch
Black Loch ist ein Süßwassersee in den schottischen Lowlands. Er liegt etwa zehn Kilometer südwestlich von Falkirk in der Nähe des Dorfes Limerigg auf der Grenze der Council Areas North Lanarkshire und Falkirk.
Black Loch besitzt eine weitgehend runde Form und misst etwa 800 m im Durchmesser.